# Lithops aucampiae
Espèce
Synonymes
- Lithops aucampiae var. aucampiae[1]
- Lithops aucampiae var. koelemanii (de Boer) D.T.Cole
- Lithops koelemanii de Boer
- Lithops turbiniformis (Haw.) N.E.Br.
- Mesembryanthemum turbiniforme Haw.

Lithops aucampiae est une espèce de plantes à fleurs vivaces succulentes de la famille des Aizoaceae. Elle a été nommée d'après Juanita Aucamp, qui a trouvé un spécimen dans la ferme de son père à Postmasburg (province de Cap-Nord, Afrique du Sud) en 1929.

## Répartition et habitat
Cette plante du désert se trouve dans les régions des « ironstones », où l'on trouve du grès, du chert et de la quartzite au Transvaal, en Afrique du Sud. Il s'agit d'une zone de précipitations uniquement estivales. L'aire de répartition naturelle de cette espèce s'étend de la province du Nord-Ouest à N. Cape Prov.

## Description
D'apparence variable, il n'en reste pas moins conforme à la morphologie typique de Lithops : deux feuilles épaisses et charnues dont la partie supérieure est formée d'un tissu translucide qui laisse entrer la lumière dans la partie souterraine de la plante. Les feuilles sont marron-gris et de tailles variées avec en surfaces un dessin différent selon les espèces. Ces feuilles sont séparées par une fissure d'où apparaît, au bout de la troisième année, une fleur jaune à la fin du printemps. Dans la variété koelemanii la fenêtre et le sillon sont réduits.

## Galerie

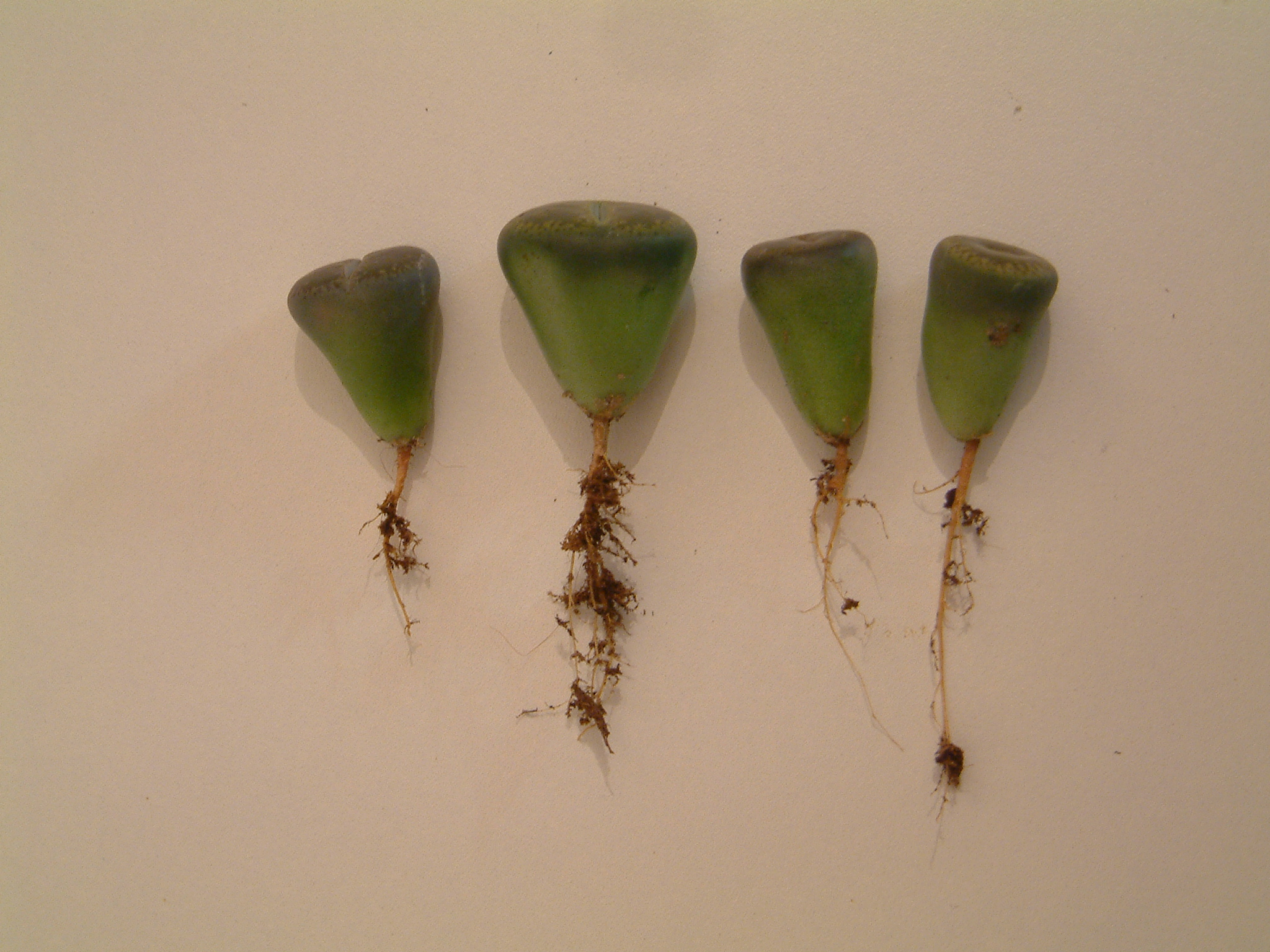
Plantes arrachées avec leurs racines.
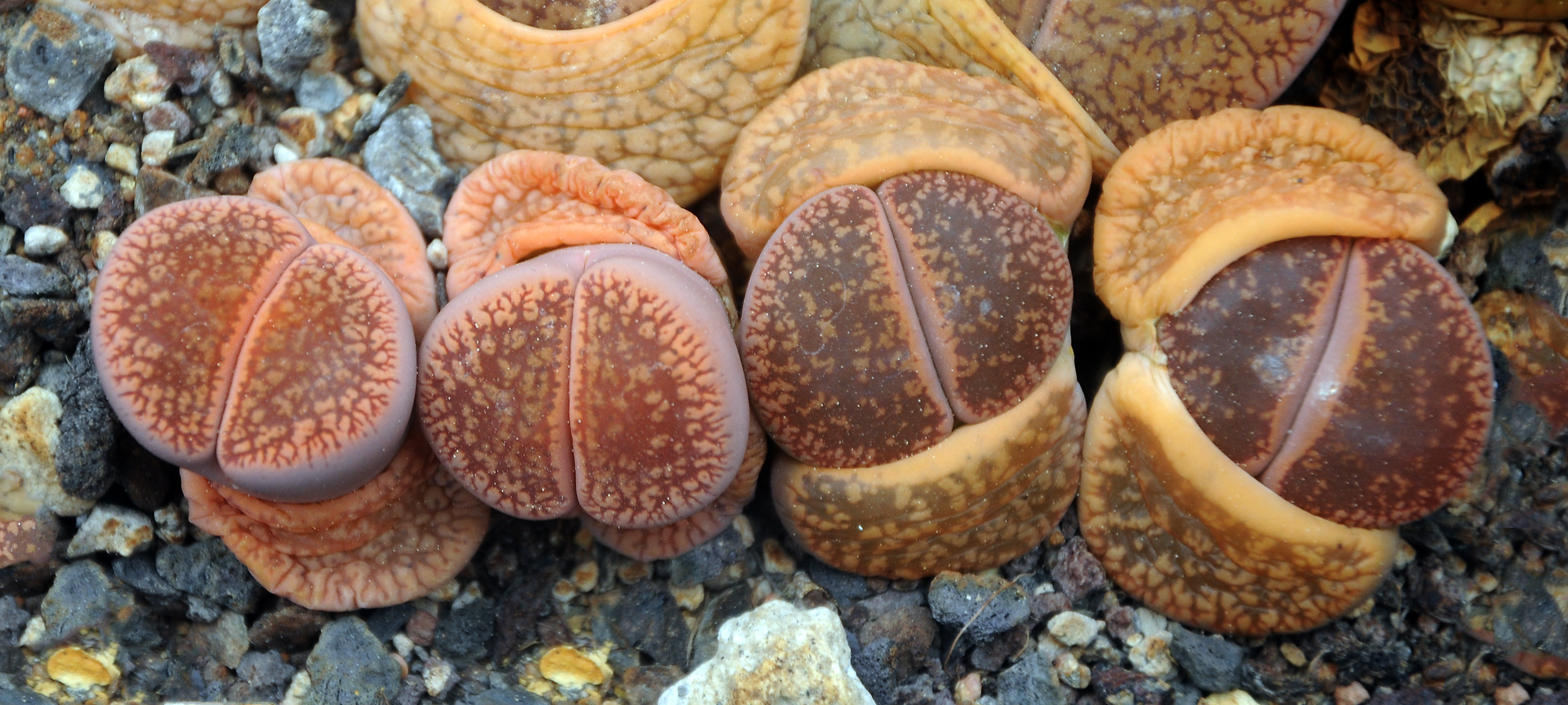
Nouvelles paires de feuilles émergeant pour remplacer les anciennes.

## Culture
Il est couramment utilisé comme plante d'intérieur ou pour l'aménagement paysager. Il demande un sol extrêmement bien drainé.
Comme tous les  Lithops , il respecte des cycles annuels, après la floraison une nouvelle paire de feuilles apparait qui remplace l'ancienne. Les Lithops doivent alors être maintenus au sec dès la fin de cette floraison, jusqu'à ce que les vieilles paires de feuilles soient complètement remplacées.
De l'espèce Lithops, L. aucampiae est l'une des espèces les plus tolérantes aux arrosages incorrects occasionnels, et donc parmi les plus faciles à cultiver (avec L. lesliei, L . hookeri et L. salicola).
Cette plante a remporté le Award of Garden Merit de la Royal Horticultural Society.

## Liste des variétés
Selon Tropicos (8 août 2023) (Attention liste brute contenant possiblement des synonymes) :
- variété Lithops aucampiae var. aucampiae
- variété Lithops aucampiae var. euniceae de Boer
- variété Lithops aucampiae var. fluminalis D.T. Cole
- variété Lithops aucampiae var. koelemanii D.T. Cole